# لكمة بن عامر (حبيل جبر)

تعديل مصدري - تعديل

لكمة بن عامر هي إحدى قرى عزلة حبيل جبر بمديرية حبيل جبر التابعة لمحافظة لحج، بلغ تعداد سكانها 3 نسمة حسب تعداد اليمن لعام 2004.